# Свети Василий (Бер)
„Свети Василий“ (на гръцки: Άγιος Βασίλειος) е възрожденска православна църква в южномакедонския град Бер (Верия), Егейска Македония, Гърция. Храмът е част от енория „Големи Свети Безсребреници“.

## История
Зидарията има две фази – първата недатирана е в светилището, а останалата част на храма е от XVIII век. Стенописи не са запазени. В архитектурно отоношение представлява правоъгълна двукорабна базилика с четирискатен дървен покрив и женска църква на запад. Входът от юг води в наоса. До женската църква се е стигало по полуотворено дървено стълбище от южната страна, до входа, което впоследствие е унищожено. Двата кораба във вътрешността са разделени с една колонада дървени колони. Стенописи не са запазени и иконостасът е обикновен.
- Икони от храма
- „Богородица Гликофилуса“, II половина на XIV век, 92 x 60 cm
- Централна част на триптих със Свети Николай, II половина на XVII век, 20 x 11,5 cm
- „Богородица Молеща се“, I половина на XIII век, 18 x 13 cm
- „Богородица Одигитрия“, II половина на XV век, 33 x 24 cm